# Patient UK
Пејшент Ју-Кеј (енгл. Patient UK) је веб-сајт за пружање информација о здрављу, начину живота, болестима и другим медицинским сродним темама. Циљ сајта је да обезбеди јавности правовремене информације о здравственим темама у виду свеобухватних летака-флајера (који се могу читати на мрежи или штампати), блогова, стручних савете и видео приказа.
Информације на овом сајтусу саставили су високостручни медицински стручњаци са вишегодишњим искуством у медицинској струци.
У 2013, сајт је био међу „Топ 50 сајтова“, према подацима објављеним у Тајмсу.